# José Javier Curto
José Javier Curto Ginés (Madrid, 31 de diciembre de 1964) es un deportista español que compitió en bochas adaptadas. Ganó dos medallas en los Juegos Paralímpicos de Atenas 2004.

## Palmarés internacional
| Juegos Paralímpicos | Juegos Paralímpicos | Juegos Paralímpicos | Juegos Paralímpicos  |
| Año                 | Lugar               | Medalla             | Prueba               |
| ------------------- | ------------------- | ------------------- | -------------------- |
| 2004                | Atenas (Grecia)     | Medalla de oro      | Individual BC2 mixto |
| 2004                | Atenas (Grecia)     | Medalla de bronce   | Equipo BC1-BC2 mixto |